# Torneo Interbritannico 1947
Il Torneo Interbritannico 1947 fu la cinquantaduesima edizione del torneo di calcio conteso tra le Home Nations dell'arcipelago britannico. Il torneo fu vinto dall'Inghilterra.

## Risultati
| Data              | Luogo      | Squadra 1   | Risultato | Squadra 2   |
| ----------------- | ---------- | ----------- | --------- | ----------- |
| 28 settembre 1946 | Belfast    | Irlanda     | 2 - 7     | Inghilterra |
| 19 ottobre 1946   | Wrexham    | Galles      | 3 - 1     | Scozia      |
| 13 novembre 1946  | Manchester | Inghilterra | 3 - 0     | Galles      |
| 27 novembre 1946  | Glasgow    | Scozia      | 0 - 0     | Irlanda     |
| 9 marzo 1947      | Belfast    | Irlanda     | 2 - 1     | Galles      |
| 12 aprile 1947    | Londra     | Inghilterra | 1 - 1     | Scozia      |

## Classifica
| Pos | Squadra     | Pti | G | V | N | P | GF | GS |
| --- | ----------- | --- | - | - | - | - | -- | -- |
| 1   | Inghilterra | 5   | 3 | 2 | 1 | 0 | 11 | 3  |
| 2   | Irlanda     | 3   | 3 | 1 | 1 | 1 | 4  | 8  |
| 3   | Galles      | 2   | 3 | 1 | 0 | 2 | 4  | 6  |
| 3   | Scozia      | 2   | 3 | 0 | 2 | 1 | 2  | 4  |